# زمین‌لرزه ۱۹۹۱ گواتمالا
زمین‌لرزه گواتمالا  در تاریخ ۱۸ سپتامبر ۱۹۹۱ میلادی، برابر با ‎۲۷ شهریور ۱۳۷۰، ساعت ۹:۴۸:۱۳ به زمان یوتی‌سی در گواتمالا رخ داد. ژرفای این زلزله ۱۰٫۷ کیلومتر بود، و بزرگی آن ۶٫۲ در مقیاس Mw اعلام شده‌است. زمین‌لرزه به وقت محلی در روز چهارشنبه، ساعت ۳ روی داده و منطقه زمانی آن یوتی‌سی -۶ بوده‌است .
سازمان زمین‌شناسی آمریکا نیز رومرکز این زمین‌لرزه را در مختصات ۱۴°۳۸′۴۶″شمالی ۹۰°۵۹′۱۰″غربی / ۱۴٫۶۴۶°شمالی ۹۰٫۹۸۶°غربی و ژرفای آن را در ۵ کیلومتر گزارش کرده‌است. بزرگی برگزیدهٔ این سازمان از میان بزرگی‌های محاسبه‌شدهٔ مختلف ۶٫۲ در مقیاس Mw بوده و از دید اثر، در میان چهار دسته‌بندی «نامحسوس»، «محسوس»، «زیان‌آور» یا «با تلفات»، زلزله را «با تلفات» اعلام کرده‌است.رانش زمین در آن به وجود آمده‌است.
پروژهٔ «تنسور گشتاور مرکزوار» زاویه‌های (راستا، شیب، ریک) گسل سازندهٔ زمین‌لرزه و صفحه عمود بر آن را (°۲۷۰، °۴۲، °۱۷۴) یا (°۵، °۸۶، °۴۸) و نوع گسل را «امتدادلغز» فرارسانده‌است.
شمار کشتگان زلزله حدود ۲۵ نفر بوده‌است.تعداد زخمیان ۲۰۰ نفر برآورده شده‌است.بی‌خانمان شدگان نیز ۱۰۰۰ نفر اعلام شده‌است.